# صلیب آلمانی
صلیب آلمانی (آلمانی: Deutsches Kreuz) به یک نشان نظامی آلمان نازی اطلاق می‌شود که در ۲۸ سپتامبر ۱۹۴۱ توسط آدولف هیتلر در خلال جنگ جهانی دوم ایجاد شد؛ که نوع طلا آن برای شجاعت یا موفقیت در مبارزه و نقره آن به پاس خدمات برجسته در حیطه نظامی و غیرنظامی اهدا می‌شد.

## ارزش
صلیب آلمانی طلا، از رتبه صلیب آهنین کلاس یک بالاتر و از صلیب شوالیه آهنین پایین‌تر بود.